# Élections législatives de 1951 dans le Gers
Les élections législatives françaises de 1951 se tiennent le 17 juin. Ce sont les deuxièmes élections législatives de la Quatrième République.

## Mode de scrutin
Représentation proportionnelle plurinominale suivant la méthode du plus fort reste dans 103 circonscriptions, conformément à la loi des apparentements : les listes qui se sont « apparentées » avant l'élection remportent tous les sièges de la circonscription si leurs voix ajoutées obtiennent la majorité absolue des suffrages exprimés. Il y a 629 sièges à pourvoir.
Le vote préférentiel est admis. 
Dans le département du Gers, trois députés sont à élire.

## Candidats

### Liste républicaine radicale et radicale-socialiste
| N° | Candidats | Candidats      | Parti   | Principales fonctions                                         |
| -- | --------- | -------------- | ------- | ------------------------------------------------------------- |
| 01 |           | Abel Gardey    | Radical | Ancien ministre, ancien député, ancien sénateur, Pouylebon    |
| 02 |           | Louis Leygue   | Radical | Notaire, maire de Miradoux, Vice-Président du Conseil général |
| 03 |           | Patrice Brocas | Radical | Maître des requêtes au Conseil d'État, Auch                   |

### Liste d'union républicaine, résistante et antifasciste, présentée par leParti communiste français
| N° | Candidats | Candidats      | Parti | Principales fonctions                                    |
| -- | --------- | -------------- | ----- | -------------------------------------------------------- |
| 01 |           | Edmond Castera | PCF   | Cultivateur, conseiller municipal d'Auch, député sortant |
| 02 |           | Joseph Lamothe | PCF   | Cultivateur à Chélan, secrétaire fédéral du PCF          |
| 03 |           | Marcel Lebrun  | PCF   | Professeur à Lectoure                                    |

### Liste du Parti socialiste SFIO
| N° | Candidats | Candidats         | Parti | Principales fonctions |
| -- | --------- | ----------------- | ----- | --- |
| 01 |           | Alexandre Baurens | SFIO  | Député sortant, Vice-Président de la commission des boissons, viticulteur-propriétaire, conseiller général, maire de Valence-sur-Baïse |
| 02 |           | Abel Sempé        | SFIO  | Conseiller général, maire d'Aignan, viticulteur-négociant                                                                              |
| 03 |           | Henri Tournan     | SFIO  | Maire de Montadet, administrateur civil au Ministère des Finances, conseiller général du canton de Lombez                              |

### Liste du Rassemblement du peuple français
| N° | Candidats | Candidats                | Parti | Principales fonctions               |
| -- | --------- | ------------------------ | ----- | ----------------------------------- |
| 01 |           | Jean Braman dit Fribourg | RPF   | Conférencier, journaliste           |
| 02 |           | Robert Castagnon         | RPF   | Négociant, ancien résistant, Nogaro |
| 03 |           | Marius Campistron        | RPF   | Vétérinaire à L'Isle-Jourdain       |

### Liste du Mouvement républicain populaire
| N° | Candidats | Candidats       | Parti | Principales fonctions                                      |
| -- | --------- | --------------- | ----- | ---------------------------------------------------------- |
| 01 |           | Fernand Mauroux | MRP   | Député sortant, négociant en bois à Auch, ancien résistant |
| 02 |           | Marcel Lacoste  | MRP   | Avocat                                                     |
| 03 |           | André Dat       | MRP   | Cultivateur à Roquebrune                                   |

## Élus
| Député sortant    | Parti | Parti | Député élu ou réélu | Parti | Parti   |
| ----------------- | ----- | ----- | ------------------- | ----- | ------- |
| Edmond Castera    |       | PCF   | Edmond Castera      |       | PCF     |
| Alexandre Baurens |       | SFIO  | Alexandre Baurens   |       | SFIO    |
| Fernand Mauroux   |       | MRP   | Abel Gardey         |       | Rad soc |

## Résultats

### Résultats à l'échelle du département
- Aucunes listes ne se sont apparentées.
- Les sièges sont répartis à la proportionnelle entre tous les partis.

| Parti    | Parti    | Tête de liste     | Résultats | Résultats | Sièges |  |
| Parti    | Parti    | Tête de liste     | Voix      | %         |        |  |
| -------- | -------- | ----------------- | --------- | --------- | ------ |  |
|          | Rad soc  | Abel Gardey       | 21 150    | 27,10     | 1      |  |
|          | PCF      | Edmond Castera    | 17 714    | 22,69     | 1      |  |
|          | SFIO     | Alexandre Baurens | 15 165    | 19,43     | 1      |  |
|          | RPF      | Jean Braman       | 12 386    | 15,87     | 0      |  |
|          | MRP      | Fernand Mauroux   | 10 576    | 13,55     | 0      |  |
|          |          |                   |           |           |        |  |
| Inscrits | Inscrits | Inscrits          | 111 981   | 100,00    | 3      |  |
| Votants  | Votants  | Votants           | 80 185    | 71,61     |        |  |
| Exprimés | Exprimés | Exprimés          | 78 060    | 97,35     |        |  |